# Луговой переулок (Ломоносов)
Лугово́й переулок — переулок в городе Ломоносове Петродворцового района Санкт-Петербурга, в историческом районе Мартышкино. Проходит от дома 2 до дома 14 параллельно Павловскому проспекту. С ним связан Моховой улицей.
Название появилось в 1950-х годах и связано, вероятно, с местным признаком (как и соседняя Моховая улица).